# Nils Ringstedt
Nils Arne Emil Ringstedt, född 11 maj 1934 i Stockholm, är en svensk filosofie doktor i arkeologi och kulturhistorisk författare.

## Biografi
Ringstedt utbildade sig till civilekonom och studerade sedan vidare till filosofie doktor i arkeologi. Han växte upp på Grundläggarvägen i Abrahamsberg i Bromma. Han är fornvårdsansvarig i Bromma hembygdsförenings styrelse. Åren 2003–2006 var Ringstedt ordförande i Svenska arkeologiska samfundet, en ideell förening, som arbetar för att förena representanter för de skilda arkeologiska vetenskapsgrenarna.
Ringstedt fick ta emot Monteliusmedaljen till Oscar Montelius minne av Svenska fornminnesföreningen 2019.